# Onaantastbaarheidsvoorwaarde
De onaantastbaarheidsvoorwaarde is een veelgebruikte term in de Belgische fiscaliteit en in het bijzonder in de Belgische vennootschapsbelasting, en heeft betrekking tot het aanhouden van een reserve op de passiefzijde van de balans voor een bepaalde duur zonder dat deze kan aangewend worden voor uitkering of overboeking naar een andere post van het passief. Deze term is niet te verwarren met de taxatievoorwaarde.
De onaantastbaarheidsvoorwaarde dient te worden nageleefd in het geval van o.a. de taks shelter voor audiovisuele werken, de investeringsreserve, de liquidatiereserve en de uitgedrukt maar niet gerealiseerde meerwaarden. In voorgenoemde gevallen bestaan er uitzonderingen op de regels met betrekking tot de overboeking naar andere rekeningen van het passief. Zo is het mogelijk in het geval van de aanleg van een liquidatiereserve om een gedeelte aan te wenden voor de dotatie aan de wettelijke reserves. 
De gevolgen van het niet of niet meer naleven van de onaantastbaarheidsvoorwaarde verschillen als gevolg van de aard van de reserve. Algemeen kan worden gesteld dat wanneer de voorwaarde niet meer wordt nageleefd, de aangewende reserve wordt aangemerkt als winst van het boekjaar waarin niet meer werd voldaan aan de voorwaarde.